# Raman Saley
Raman Saley (27 de febrero de 1994) es un deportista azerbaiyano que compite en natación adaptada. Ganó siete medallas en los Juegos Paralímpicos de Verano entre los años 2016 y 2024.

## Biografía
Raman Saley nació el 27 de febrero de 1994 en Bielorrusia.
En el Campeonato Mundial de Natación del IPC de 2015 en Glasgow, Raman Saley ganó la medalla de plata en los 50 m estilo libre masculino S12. Al año siguiente, en los Juegos Paralímpicos de Río de Janeiro 2016, Raman Saley se llevó la plata en los 100 m espalda S12. El 21 de septiembre de 2016, por orden del Presidente de la República de Azerbaiyán, Ilham Aliyev, Raman Saley recibió la Orden "Por el Servicio a la Patria" por sus altos logros en los Juegos Paralímpicos de Río de Janeiro 2016 y sus servicios en el desarrollo del deporte azerbaiyano.cibió la Orden Shohrat por sus altos logros en los Juegos Paralímpicos de Tokio 2020 y sus servicios en el desarrollo del deporte azerbaiyano.
En el Campeonato Mundial de Para Natación de 2019, Raman Saley ganó la plata en los 100 m espalda S12 y el bronce en los 50 m libre S12 y los 100 m libre S12. Mejoró esta actuación en los Juegos Paralímpicos de Tokio 2020, ganando el oro tanto en los 100 metros libre S12 como en los 100 metros espalda S12. El 6 de septiembre de 2021, por orden del Presidente de la República de Azerbaiyán, Ilham Aliyev, Raman Saley recibió la Orden Shohrat por sus altos logros en los Juegos Paralímpicos de Tokio 2020 y sus servicios en el desarrollo del deporte azerbaiyano.

## Palmarés internacional
| Juegos Paralímpicos | Juegos Paralímpicos     | Juegos Paralímpicos | Juegos Paralímpicos |
| Año                 | Lugar                   | Medalla             | Prueba              |
| ------------------- | ----------------------- | ------------------- | ------------------- |
| 2016                | Río de Janeiro (Brasil) | Medalla de plata    | 100 m espalda S12   |
| 2020                | Tokio (Japón)           | Medalla de oro      | 100 m espalda S12   |
| 2020                | Tokio (Japón)           | Medalla de oro      | 100 m libre S12     |
| 2020                | Tokio (Japón)           | Medalla de oro      | 100 m mariposa S12  |
| 2024                | París (Francia)         | Medalla de plata    | 100 m espalda S12   |
| 2024                | París (Francia)         | Medalla de bronce   | 100 m libre S12     |
| 2024                | París (Francia)         | Medalla de bronce   | 100 m mariposa S12  |